# 200-летие Кривого Рога

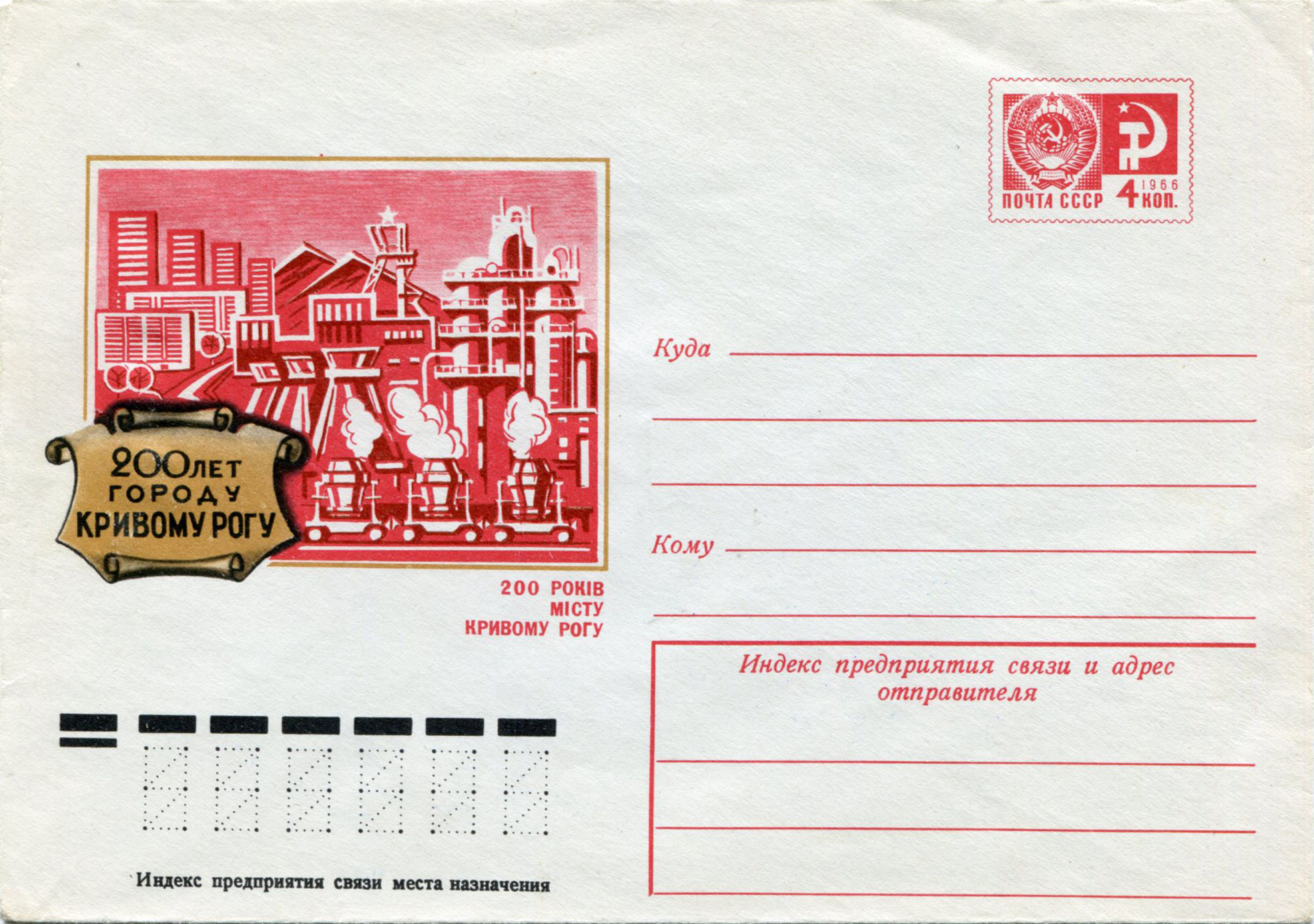
Конверт «200 лет городу Кривому Рогу»

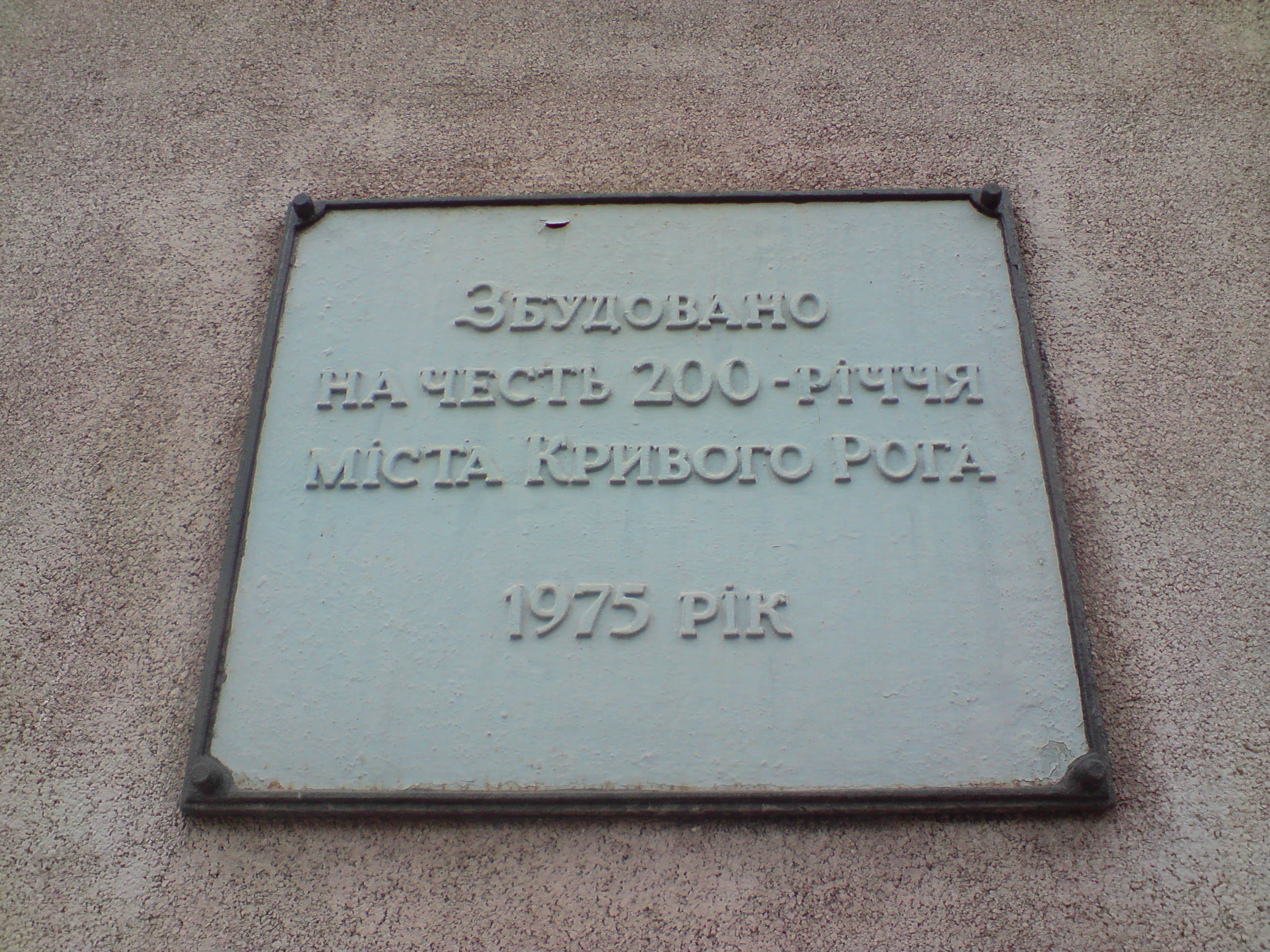
Памятная доска на здании Криворожского городского совета

В 1975 году общественность нашей страны отмечала двухсотлетие города Кривого Рога и столетие начала разработки железных руд Криворожского бассейна. За это время Кривой Рог превратился в один из крупных индустриальных и культурных центров нашей страны, а Криворожский бассейн стал всемирно известной кладовой высококачественных железных руд, неизменно дающих более 50 % товарного железа СССР.
200-летие Кривого Рога — комплекс праздничных мероприятий и реализации различных проектов, приуроченных к 200-летнему юбилею со дня основания города Кривой Рог, который отмечался в мае 1975 года.

## История
Официальной датой основания города считается 27 апреля (8 мая) 1775 года, когда первое официальное письменное упоминание о Кривом Роге встречается в издании «Опись основанных почтовых станций по речке Ингулец от Кременчуга до Херсона».
Дата основания города была определена на основании исследований историка Петра Варгатюка и директора Криворожского историко-краеведческого музея Якова Ракитина, установивших дату основания Кривого Рога, которая была принята за официальную.
По случаю юбилея были заложены масштабные проекты: шахта «Юбилейная» и прилегающий жилой массив, Юбилейный парк, Юбилейный микрорайон, построено административное здание Криворожского городского совета.
На празднование юбилея приехал Алексей Ватченко и Владимир Щербицкий, который во Дворце культуры металлургов, повесил орден Трудового Красного Знамени на знамя города. Поздравительное письмо прислал Леонид Брежнев.
23 мая 1975 года в городском театре имени Т. Г. Шевченко прошло торжественное мероприятие по поводу юбилея.

## Память
- В честь юбилея назван проспект в Кривом Роге[6];
- Издана книга «Кривому Рогу 200»[7];
- Памятный знак в парке имени Фёдора Мершавцева в Центрально-Городском районе Кривого Рога[8];
- Выпущена памятная настольная медаль «200 лет Кривому Рогу»[9];
- В том числе и в честь юбилея город награждён Орденом Трудового Красного Знамени[10];
- Снят документальный фильм «200 лет Кривому Рогу»[11];
- У здания городского совета высажена Аллея 200 каштанов[12];
- Аллея 200 лет Кривому Рогу в Ингулецком районе Кривого Рога.